# Reiner Maria Matysik
Pour les articles homonymes, voir Matysik.

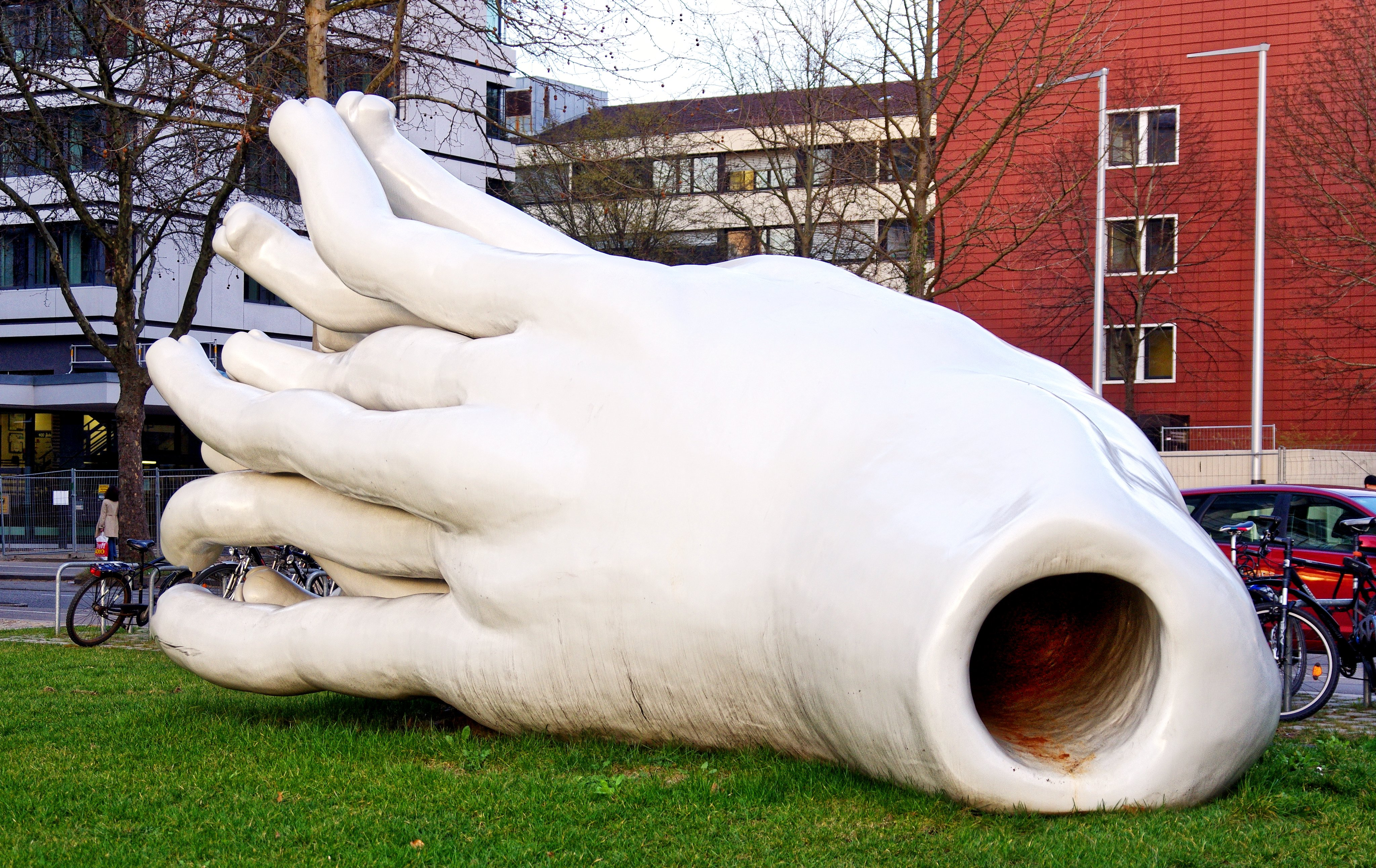
augenloses, Université de Fribourg.

Reiner Maria Matysik (né en 1967 à Duisbourg) est un sculpteur allemand qui travaille aussi avec l'installation, la photographie et la vidéo.

## Biographie
Matysik est diplômé de la Haute École d'arts plastiques de Brunswick. En 2003, il fonde l'Institut für biologische Plastik (ibiop) pour le dialogue entre la connaissance scientifique et la pensée visuelle. En 2009, il est professeur invité durant un an à la FH KUNST Arnstadt. Il est membre de la Deutscher Künstlerbund et vit et travaille à Berlin et Brunswick.

## Œuvre
Le concept artistique de Matysik est basé sur l'hypothèse que la vie a le besoin de s'améliorer et s'optimise à travers une évolution active et constructive. En utilisant divers matériaux, il crée des modèles d'organismes futurs possibles, les modèles des formes de vie prototypes après l'évolution, étudie et créé leurs habitats, entre conception et mise en œuvre pratique. Matysik établit un nouveau genre qui tient autant de la structure spatiale que de la sculpture. Il met en confrontation la théorie de Carl von Linné et s'entretient avec des chercheurs en biologie moléculaire.